# Kuchyňa
Kuchyňa este o comună slovacă, aflată în districtul Malacky din regiunea Bratislava. Localitatea se află la altitudinea de 253 m deasupra n.m., se întinde pe o suprafață de 45,13 km2 și în 2017 număra 1.690 de locuitori.

## Istoric
Localitatea Kuchyňa este atestată documentar din 1206.

## Demografie
| An:                | 1994 | 2004   | 2014   | 2024   |
| ------------------ | ---- | ------ | ------ | ------ |
| Număr de persoane: | 1581 | 1626   | 1691   | 1798   |
| Diferență:         |      | +2,84% | +3,99% | +6,32% |

| An:                | 2023 | 2024 |
| ------------------ | ---- | ---- |
| Număr de persoane: | 1798 | 1798 |
| Diferență:         |      | +0%  |